# Hu Chenggong

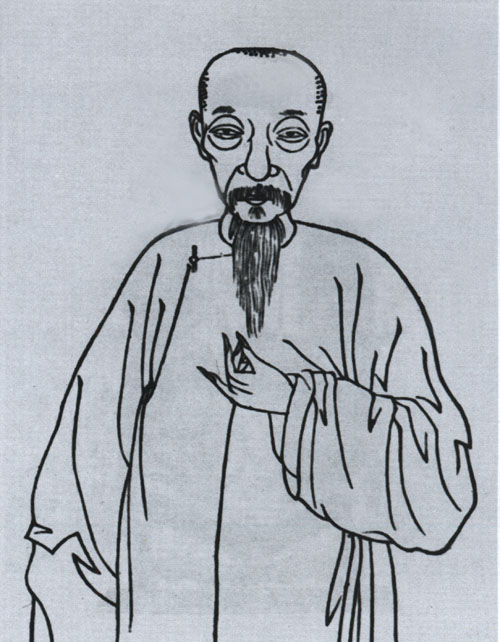
Hu Chenggong

Hu Chenggong (chinesisch 胡承珙, W.-G. Hu Ch’eng-kung; geboren 1776; gestorben 1832), zi:  Jingmeng 景孟, hao: Mozhuang 墨庄, war ein chinesischer konfuzianischer Philologe aus der Zeit der Qing-Dynastie.

## Leben und Werk
Hu stammte aus dem Kreis Jing in der Provinz Anhui.
Er ist Verfasser eines Kommentars zum  Buch der Lieder in Maos Version (Maoshi 毛诗), der in dem Sammelwerk Huang Qing jingjie xubian Aufnahme fand, und eines exegetischen Werkes zum Xiao erya (小尔雅), das im Sibu beiyao Aufnahme fand.

## Publikationen (Auswahl)
- Maoshi houjian 毛诗后笺/毛詩後箋 (Huang Qing jingjie xubian 皇清经解续编)
- Xiao erya yizhen 小尔雅议证/小爾雅義證 (Sibu beiyao 四部备要)